# Gunnar Gyllander
Carl Gunnar Gyllander, född 26 november 1884 i Malmö, död 6 januari 1929 i Falköping, var en svensk skådespelare.
Gyllander kom att medverka i två filmer. 1910 spelade han rollen som Erik, sonen till huvudpersoner Sven, i Ebba Lindkvists Värmländingarna och 1911 gjorde han rollen som grosshandlare Falk i Ernst Dittmers Rannsakningsdomaren.

## Filmografi
- 1910 – Värmländingarna
- 1911 – Rannsakningsdomaren